# Rt (digramme)
Cette page contient des caractères spéciaux ou non latins. S’ils s’affichent mal (▯, ?, etc.), consultez la page d’aide Unicode.
Pour les articles homonymes, voir RT.
Rt (minuscule rt) est un digramme de l'alphabet latin composé d'un R et d'un T.

## Linguistique
- Dans la transcription de certaines langues aborigènes d'Australie, le digramme « rt » correspond à [ʈ ].

## Représentation informatique
Comme la majorité des digrammes, il n'existe aucun encodage de Rt sous un seul signe, il est toujours réalisé en accolant un R et un T.